# Athiasella pecten
Athiasella pecten är en spindeldjursart som beskrevs av Lee och Hunter 1974. Athiasella pecten ingår i släktet Athiasella och familjen Ologamasidae. Inga underarter finns listade.